# 先锋基金
先锋基金管理有限公司成立于2016年5月16日，由键桥通讯（深交所：002316）的全资子公司大连先锋投资管理有限公司参与发起设立。注册地位于广东省深圳市福田区福田街道福安社区益田路5033号平安金融中心70楼7001-7002室，实际办公地址位于北京市海淀区。公司经营范围包括基金募集、基金销售、资产管理、特定客户资产管理和经中国证监会许可的其他业务。
自2016年成立之初至2017年年底，先锋基金资产规模迅速增长，由起初的10.71亿元增长至巅峰63.02亿元，增长率高达448.42%。截止2021年底，先锋基金旗下拥有17支基金，管理规模45.49亿元，主打混合型基金及债券型基金，主要投资制造业板块。2022年1月7日，先锋基金发布高级管理人员变更公告，宣布刘东因个人原因离任，总经理职位再次由高明达担任。刘东于2021年4月28日上任为公司总经理，在任时间不足一年。因涉及江苏兴野食品有限公司与被执行人联合创业集团、联合创业集团总经理兼董事长刘平企业借贷纠纷一案，2020年6月，联合创业集团有限公司所持有先锋基金管理有限公司比例为34.2076℅的股权以起拍价5931万在阿里拍卖进行司法拍卖，但随后被撤回。2022年2月，拍卖再次进行。

## 旗下基金
- 混合型
  - 先锋聚元混合
  - 先锋量化优选
  - 先锋聚优
  - 先锋精一
  - 先锋聚利
- 债券型
  - 先锋汇盈纯债
  - 先锋博盈纯债
- 货币型
  - 先锋日添利
  - 先锋现金宝